# Ornithocheiroidea

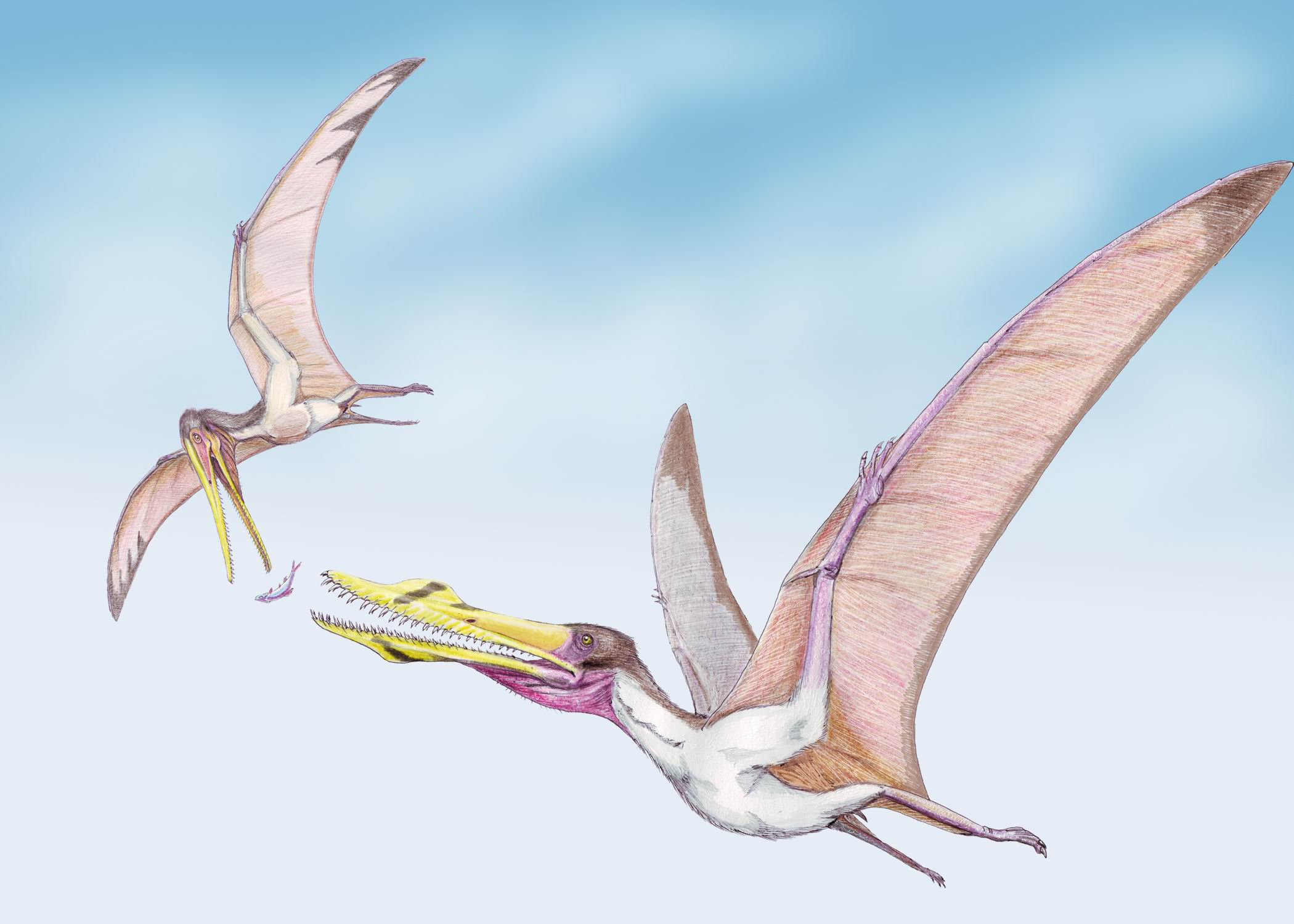
Lonchodectes (li.) und Ornithocheirus

Die Ornithocheiroidea sind eine Gruppe mittelgroßer bis sehr großer  Kurzschwanzflugsaurier die in der gesamten Kreidezeit weltweit vorkamen. 

## Merkmale
Alle bekannten Ornithocheiroidea erreichten Flügelspannweiten über einen Meter, die meisten maßen von Flügelspitze zu Flügelspitze drei bis vier Meter, der größte, Pteranodon erreichte eine Flügelspannweite von sechs bis neun Meter. Ornithocheiroidea scheinen mehr als alle anderen Flugsaurier und ähnlich wie die heutigen Albatrosse und Fregattvögel auf ein Leben als Segelflieger spezialisiert gewesen zu sein. Die Schulterblätter waren, im Vergleich zu denen anderer Flugsaurier, kurz und gedrungen. Das bedingte, dass die Flügel nicht auf halber Körperhöhe ansetzten, sondern weit höher saßen, wodurch die Stabilität während des Segelfluges erhöht wurde. Die Hinterbeine waren schlank und schwach. Wahrscheinlich verbrachten die Tiere wenig Zeit auf dem Erdboden.

## Innere Systematik
Die Ornithocheiroidea werden in vier Familien unterteilt, die möglicherweise aasfressenden Istiodactylidae und drei über den Meeren lebende fischfressende Familien, von denen die erste, die Ornithocheiridae, mit starken Fangzähnen besetzte Kiefer hatten, während die Pteranodontidae und die Nyctosauridae völlig zahnlos waren.
Die verwandtschaftlichen Beziehungen verdeutlicht folgendes Kladogramm:
|  | Ornithocheiridae                                                  |
|  |                                                                   |
|  | \| \| Nyctosauridae \| \| \| \| \| \| Pteranodontidae \| \| \| \| |
|  |                                                                   |
|  | Nyctosauridae                                                     |
|  |                                                                   |
|  | Pteranodontidae                                                   |
|  |                                                                   |

|  | Nyctosauridae   |
|  |                 |
|  | Pteranodontidae |
|  |                 |

|  | Ornithocheiridae                                                  |
|  |                                                                   |
|  | \| \| Nyctosauridae \| \| \| \| \| \| Pteranodontidae \| \| \| \| |
|  |                                                                   |
|  | Nyctosauridae                                                     |
|  |                                                                   |
|  | Pteranodontidae                                                   |
|  |                                                                   |

|  | Nyctosauridae   |
|  |                 |
|  | Pteranodontidae |
|  |                 |

|  | Ornithocheiridae                                                  |
|  |                                                                   |
|  | \| \| Nyctosauridae \| \| \| \| \| \| Pteranodontidae \| \| \| \| |
|  |                                                                   |
|  | Nyctosauridae                                                     |
|  |                                                                   |
|  | Pteranodontidae                                                   |
|  |                                                                   |

|  | Nyctosauridae   |
|  |                 |
|  | Pteranodontidae |
|  |                 |

|  | Ornithocheiridae                                                  |
|  |                                                                   |
|  | \| \| Nyctosauridae \| \| \| \| \| \| Pteranodontidae \| \| \| \| |
|  |                                                                   |
|  | Nyctosauridae                                                     |
|  |                                                                   |
|  | Pteranodontidae                                                   |
|  |                                                                   |

|  | Nyctosauridae   |
|  |                 |
|  | Pteranodontidae |
|  |                 |